# 孔迪
孔迪是巴西巴伊亚州的一个市镇。总面积950.62平方公里，总人口21552人，人口密度22.7人/平方公里。